# Haematoxylum dinteri
Haematoxylum dinteri är en ärtväxtart som först beskrevs av Hermann August Theodor Harms, och fick sitt nu gällande namn av Hermann August Theodor Harms. Haematoxylum dinteri ingår i släktet Haematoxylum och familjen ärtväxter. Inga underarter finns listade i Catalogue of Life.